# I. ČLTK Prague Open 2022
L'I. ČLTK Prague Open 2022 è stato un torneo maschile e femminile di tennis professionistico. Il torneo maschile faceva parte della categoria Challenger 80 nell'ambito dell'ATP Challenger Tour 2022, con un montepremi di 45 730 €. Il torneo femminile era parte dell'ITF Women's World Tennis Tour nella categoria W60 con un montepremi di 60 000 $. Si è svolto dal 2 all'8 maggio 2022 sui campi in terra rossa dell'I. Českého Lawn–Tenisového klubu (I. ČLTK) di Praga in Repubblica Ceca.

## Partecipanti al torneo maschile

### Teste di serie
| Nazionalità | Giocatore           | Ranking* | Testa di serie |
| ----------- | ------------------- | -------- | -------------- |
| Australia   | Aleksandar Vukic    | 128      | 1              |
| Portogallo  | Nuno Borges         | 131      | 2              |
| Rep. Ceca   | Tomáš Macháč        | 144      | 3              |
| Rep. Ceca   | Vít Kopřiva         | 166      | 4              |
| Argentina   | Pedro Cachín        | 171      | 5              |
| Paesi Bassi | Jesper de Jong      | 177      | 6              |
| Argentina   | Juan Pablo Ficovich | 181      | 7              |
| Italia      | Federico Gaio       | 182      | 8              |

* Ranking al 25 aprile 2022.

### Altri partecipanti
I seguenti giocatori hanno ricevuto una wild card per il tabellone principale:
- Jonáš Forejtek
- Martin Krumich
- Andrew Paulson

Il seguente giocatore è entrato in tabellone con il ranking protetto:
- Sebastian Ofner

Il seguente giocatore è entrato in tabellone in tabellone come special exempt:
- Evan Furness

Il seguente giocatore è entrato in tabellone in tabellone come alternate:
- Illja Marčenko

I seguenti giocatori sono passati dalle qualificazioni:
- Matteo Donati
- Lukáš Rosol
- Yshai Oliel
- Clement Tabur
- Lucas Gerch
- Daniel Michalski

I seguenti giocatori sono entrati in tabellone in tabellone come lucky loser:
- Max Purcell
- Kaichi Uchida

## Partecipanti al torneo femminile

### Teste di serie
| Nazionalità | Giocatrice                 | Ranking* | Testa di serie |
| ----------- | -------------------------- | -------- | -------------- |
| Georgia     | Ekaterine Gorgodze         | 118      | 1              |
| Ungheria    | Réka-Luca Jani             | 139      | 2              |
| Cina        | Yuan Yue                   | 142      | 3              |
| Grecia      | Despina Papamichail        | 172      | 4              |
| Slovacchia  | Rebecca Šramková           | 179      | 5              |
| Grecia      | Valentini Grammatikopoulou | 183      | 6              |
| Paesi Bassi | Suzan Lamens               | 184      | 7              |
| Australia   | Lizette Cabrera            | 188      | 8              |

* Ranking al 25 aprile 2022.

### Altre partecipanti
Le seguenti giocatrici hanno ricevuto una wildcard per il tabellone principale:
- Lucie Havlíčková
- Miriam Kolodziejová
- Daria Lopatetska
- Barbora Palicová

La seguente giocatrice è entrata in tabellone usando il ranking protetto:
- Priscilla Hon

La seguente giocatrice è entrata in tabellone come special exempt:
- Nikola Bartůňková

Le seguenti giocatrici sono passate dalle qualificazioni:
- Anastasia Dețiuc
- Nagi Hanatani
- Linda Klimovičová
- Aneta Laboutková
- Luisa Meyer auf der Heide
- Andreea Prisăcariu
- Dominika Šalková
- Natalija Stevanović

La seguente giocatrice è entrata in tabellone come lucky loser:
- Ana Sofía Sánchez

## Campioni

### Singolare maschile
Pedro Cachín ha sconfitto in finale  Lorenzo Giustino con il punteggio di 6–3, 7–6(4).

### Doppio maschile
Nuno Borges /  Francisco Cabral hanno sconfitto in finale  Andrew Paulson /  Adam Pavlásek con il punteggio di 6–4, 6(3)–7, [10–5].

### Singolare femminile
Maja Chwalińska ha sconfitto in finale  Ekaterine Gorgodze con il punteggio di 7–5, 6–3.

### Doppio femminile
Bárbara Gatica /  Rebeca Pereira hanno sconfitto in finale  Miriam Kolodziejová /  Jesika Malečková con il punteggio di 6–4, 6–2.